# 門別競馬場
門別競馬場（もんべつけいばじょう Mombetsu Racecourse）は、北海道沙流郡日高町（日高振興局管内）にあるホッカイドウ競馬の競馬場である。本項目では前身となる『門別軽種馬トレーニングセンター』、および2013年より開設している「J-PLACE門別（ジェイプレイスもんべつ）」についても記述する。

## 競馬場概要
- 所在地：沙流郡日高町富川駒丘76-1
- 駐車場：無料（1,000台）[2]
  - 従来からの駐車場はスタンドから400mほど離れた位置に設けられておりアクセスが悪かったことから、ジャパンブリーダーズカップ協会の費用負担によりスタンドの近くに180台収容の駐車場「JBC駐車場」が設置された[3]。
- 入場料金：無料（2011年より[注 1]）
  - 以前は入場料100円が必要であった[6]。
- 収容人数：1300人（在来スタンド500人、ポラリスドームスタンド800人）[2]
- 電話・インターネット投票：SPAT4・楽天競馬（全競走発売）、オッズパーク・JRAネット投票（一部対応）
- 電話投票用競馬場コード：06#
- 重賞競走では、北海道静内高等学校など、中高生の吹奏楽部が生ファンファーレを演奏することがある｡

1997年12月に開場。1982年よりホッカイドウ競馬の門別トレーニングセンター（トレセン）として使用していた馬場などを約15億円かけて改修した。土地所有者は一般社団法人北海道軽種馬振興公社(HRA)、施設所有者は第三セクターのホッカイドウ競馬振興株式会社。ホッカイドウ競馬は土地を無償貸借、施設は賃借して競馬を開催している。
冬季休催期間を含む非開催時は、ばんえい競馬や他地区の場外発売所（門別場外発売所）として使用している。かつて門別競馬場以外の競馬場でホッカイドウ競馬を開催していた際は、門別競馬場が場外発売所として発売を行っていた。また2013年3月23日より日本中央競馬会（JRA）の全レース場外発売も開始した。JRA発売時は「J-PLACE門別（ジェイプレイスもんべつ）」と呼称する。

## 施設概要

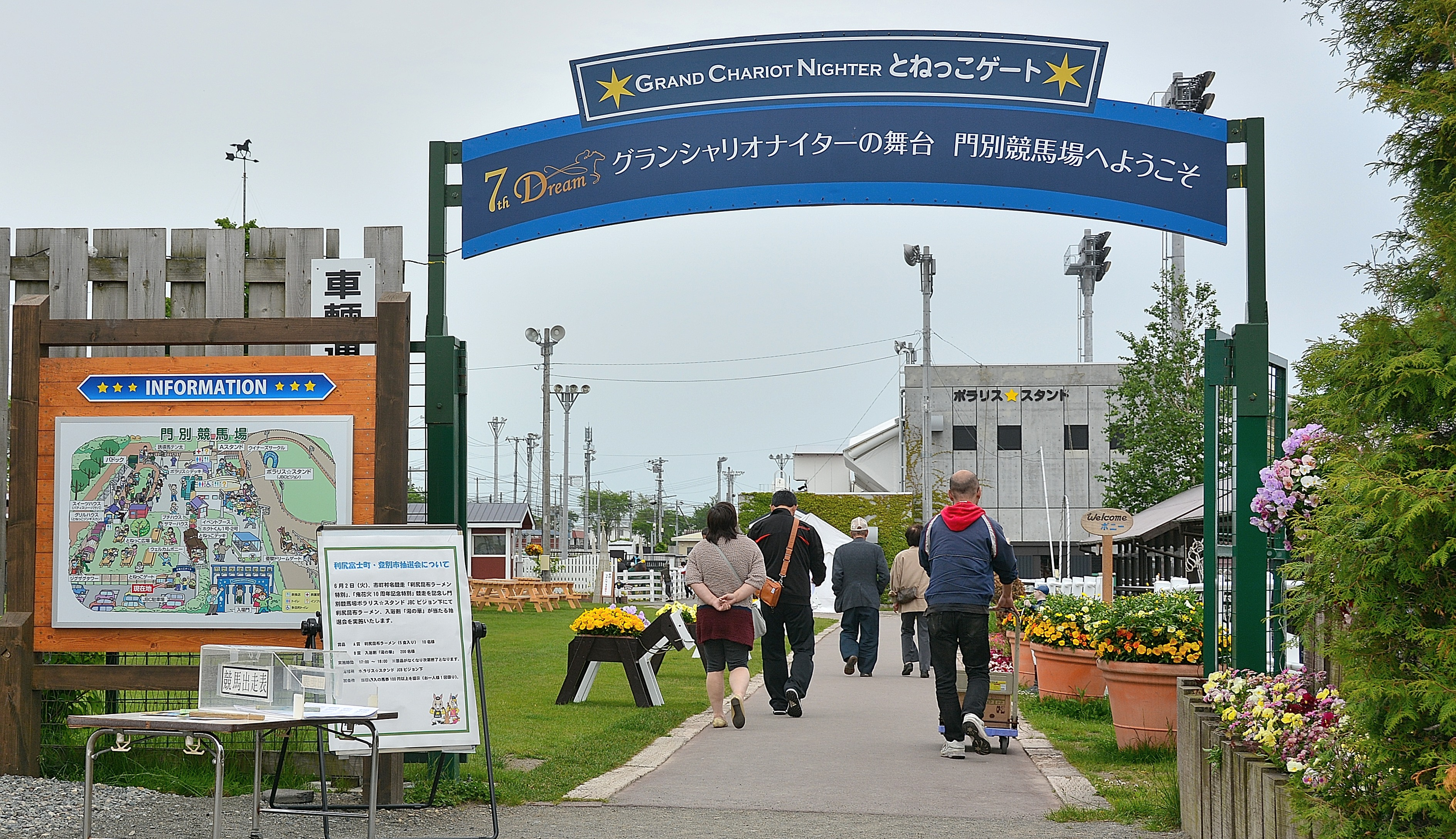
門別競馬場の「とねっこゲート」

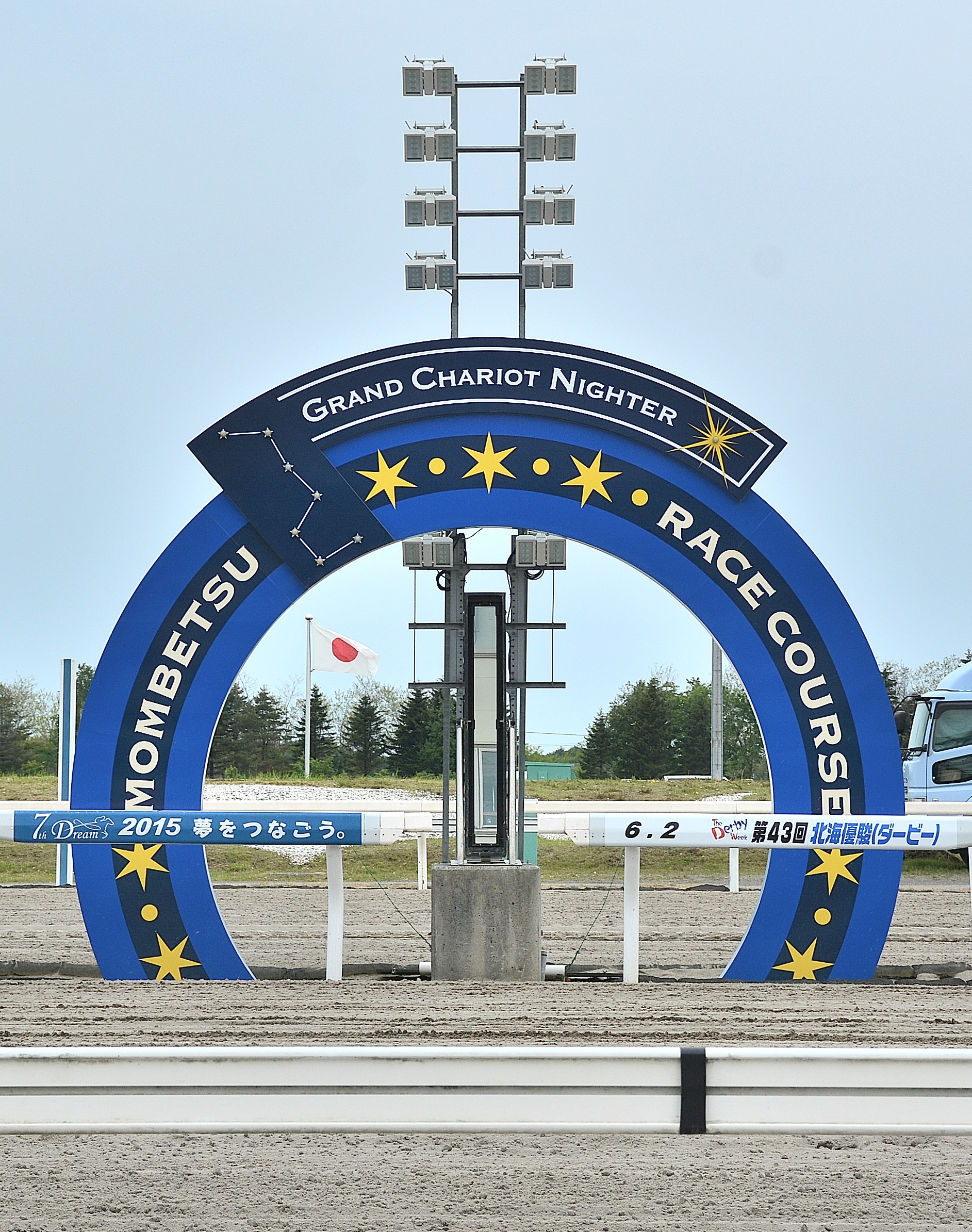
門別競馬場のゴール板

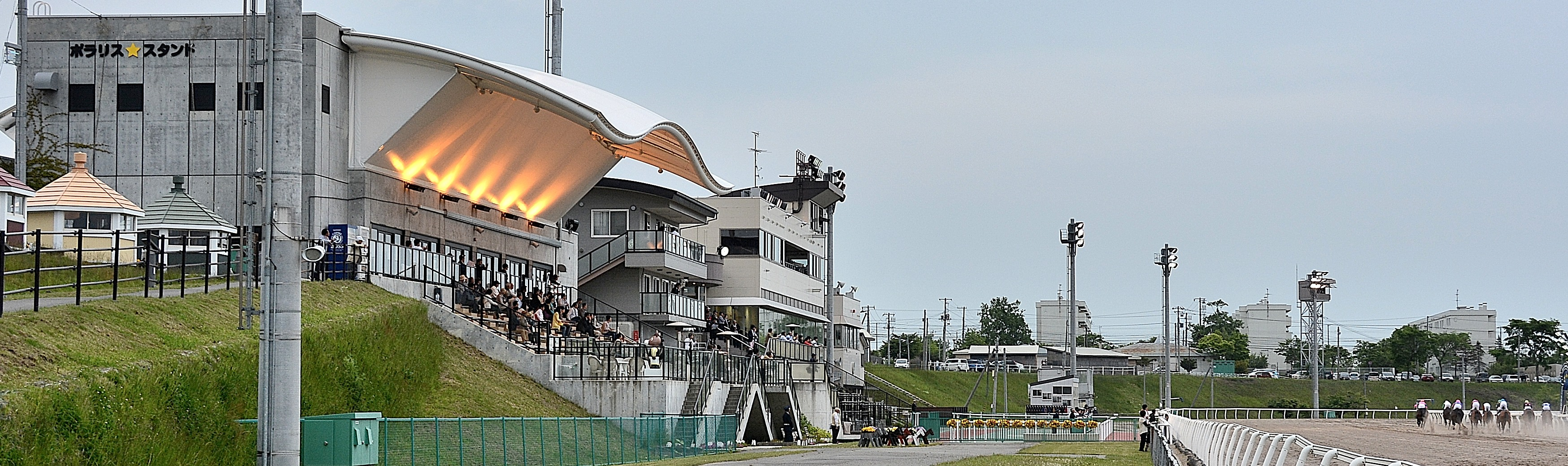
門別競馬場の馬場とスタンドを俯瞰した視点

### スタンド
競馬場化にあたり新設されたスタンド（現：Aスタンド）は収容人数が500人と小さいが、寒い時期も観戦しやすいように、観客席側を全面ガラス張りとした。Aスタンド完成時は、競馬場としては「日本一小さなスタンド」であった。これは競馬場の所在地が札幌などの都市部と大きく離れている地理的特性から入場者を多く見込んでいなかったことも背景にある。
2009年3月にスタンドの増設工事が完了し、新たに「ポラリス☆ドーム（現：ポラリススタンド）」が増設された。収容人数は800人で、Aスタンドとあわせた収容人員は1300人となる。あわせて芝生席「とねっこ広場」も新設した。2010年は10人程度がジンギスカンを食べながら観戦できる「グリルハウス」やオープンカフェの新設、有料個室観覧席の「プチハウス」がオープン。日高地区の農産物や海産物の直売コーナーも設置され、さらなる施設面の充実が図られた。2020年よりJBC2歳優駿を行うにあたり、2019年シーズン終了後から施設整備工事を実施。Aスタンドは来賓を受け入れ可能にするため3階建てに増築、パドックも厩舎地区側に段差を設けた観戦エリアを整備。このほか、新たに2階建てのスタンド「とねっこラウンジ」も新築された。とねっこラウンジは1階が無料のフリースペース、2階は有料の自由席で、キャッシュレス発売機を計6台配置した。このように近年は来場者エリアの充実が図られているが、トレーニングセンターだったところを競馬場化しているため、他の競馬場に比べて来場客用スペースが狭隘な点が課題となっている。
入場人員の最多記録は、2023年5月3日の3,546人。
第4コーナー付近にある入場門「優駿ドリームゲート」には以前使用していた青色の旧型スターティングゲートが保存されており、来場客はゲートを通過して入場する。また、優駿ドリームゲートからスタンドまでの距離が200m以上あるため、電気自動車を使用した送迎も行われている。
パドックは当初は走路前（Aスタンドと本馬場の間）に設置していたが、来場者が場外発売を利用する際の利便性を考慮し、2009年よりスタンド裏手に移設された。パドックの移設により、パドックから本馬場へのアプローチが急な下り坂となったため、馬が怖がってしまうほか、アプローチもスタンドや検量棟を回り込む形態になっており、遠回りとなることが課題となっている。
馬場内には固定式の着順掲示板を常設しておらず、馬場内に設置している車載式の大型映像装置やJBCビジョンを含む場内モニター、CS放送などのテレビ実況中継で着順表示を行っている。2010年からはパドックにLEDを使用した簡易馬体重表が設置された。2020年より、LED簡易馬体重表に代わりパドック専用ビジョンが新設された。
2015年開催よりパドックの騎手や厩舎の応援幕はゴール前、ウィナーズサークルへ向かう柵に移設され、パドックにはスポンサー企業の広告幕が飾られている。
Aスタンド
収容人員：500人
座席数：144席
発売窓口：15台
払戻窓口：3台
売店：1か所（勝馬屋）
ポラリススタンド
収容人員：800人
座席数：112席
発売窓口：6台
払戻窓口：2台
モニターテレビ：14台
大画面映像装置「JBCビジョン」（ジャパンブリーダーズカップ協会寄贈）
飲食店：2か所（いずみ食堂・ルンビニフードカフェ）

### 馬場

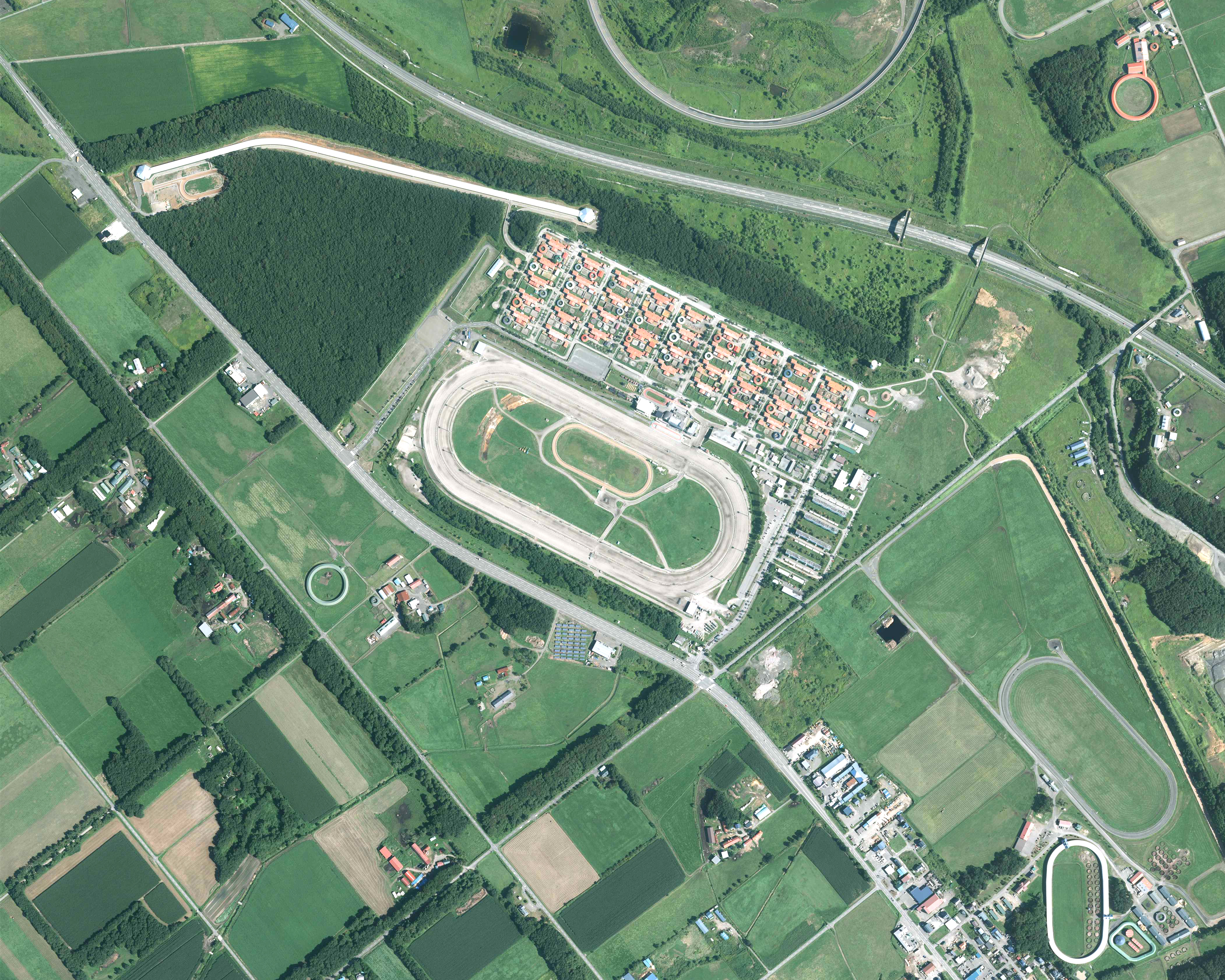
門別競馬場周辺の空中写真。
2014年8月28日撮影。

大きな勾配のない平坦なダートコースで、砂厚は12cm前後と他の競馬場よりも深めに設定されている（中央競馬や他地区の競馬場におけるダートコースでは、8cm-10cm程度の設定が一般的）。太平洋に近い海沿いの立地条件に加え昼夜の気温差も大きいことから濃霧が発生しやすく、これが原因で開催が中止されたり、一部の競走が取りやめとなるケースも発生している。本馬場の内側には競馬場化以前より使用している調教用馬場があるが、パトロールタワーを整備していないことなどを理由に競走用としては使用していない。2023年からはナイター照明に映えるオーストラリア産の白砂を採用している。
42基の照明塔をコース内外に配置し、2009年から門別競馬の全開催日をナイター開催としている（後述）。なお、内回りコースが2015年に新設された（後述）時点では同コースに照明設備がないことから、同年は内回りコースを使用する1500m・1600mの競走は重賞も含め日没前に施行するものとしていた。2016年に内回りコースにも照明が設置され、1500m・1600mの競走を夜間に実施することが可能となっている。
地方競馬に現存する1周1600mの競馬場は本場と盛岡競馬場（ダート）、大井競馬場（外回り）しかなく、フルゲート16頭に対応しているのもこの3箇所のみで、地方競馬専用競馬場としては国内最大級のコース規格となっている。
- 周回：右回り[21]
- 1周距離：外回り1600m、内回り1376m[21][18]
- ゴール前直線：外回り330m、内回り218m[18]
- 距離設定
  - 外回り：1000m、1100m（2歳のみ設定）、1200m、1700m、1800m、2000m[21]、2600m（2015年から2020年までは施行実績なし。2021年に復活[22]）
    - 能力検査に限り、800mの距離設定[23]もある（通常の競走では使用されない）。
    - 2020年度より、新馬戦限定で[24]1100mの距離設定が追加された[25]。1100mの設定は、2歳未勝利戦でも使用されている。

  - 内回り：1500m、1600m[21]
- 出走可能頭数（フルゲート、2021年度）：1100m・1500m・1700mは12頭、1000m・1600m・1800m・2600mは14頭、1200m・2000mは16頭[26]
  - ただし、普通競走・特別競走では原則としてすべての距離設定でフルゲートを12頭とする[26]。

#### 内回りコースの新設
ホッカイドウ競馬では競走距離にバリエーションを持たせ競馬番組の充実を図ることを目的として、2014年度より門別競馬場の内回りコース新設工事を進め、2015年4月13日に竣工式が行われた。第3コーナー手前から分岐する延長205.87m・幅員20mの内回りコースを新設し、新たに1500mと1600mの施行距離が設定された（前述）。内回りコースは1周1376m、直線は218mとなる。2007年以降、現存する地方競馬（平地競走）の競馬場で内回り・外回りのコースを併用する競馬場はこれまで大井競馬場のみであった。

### 調教用施設
北海道庁から一部補助を受け、敷地内に調教用施設が設置されている。地方競馬としては充実した設備となっており、500mの追馬場を改修したウッドチップコースが本馬場内側で2010年1月15日より使われているほか、2012年には冬季も利用が可能な屋内調教用坂路コースも新設され、5月14日より供用を開始した。競馬場の北側に設置された坂路の全長は約900m、幅員は10mで2頭による併走も可能。路盤は道産木材を利用したウッドチップを敷き詰め、高低差は21m。勾配は0.5-5.5%となっている。ハロンタイム測定装置やモニターカメラも設置された。屋内調教用坂路はホッカイドウ競馬所属馬のほか、牧場や育成施設関係者も有料で利用が可能。

## 門別軽種馬トレーニングセンター
前述の通り、競馬場化される以前は「門別軽種馬トレーニングセンター」の名称で、関係者の生活拠点、および所属馬の調教用施設として運用されていた。
冬季に約5か月の休催期間があるホッカイドウ競馬（道営競馬）では、従来より開催のない冬季に他地区の競馬場で長期滞在を行っていたが、1970年代の初頭ごろから受け入れ態勢が変化したため、厩舎関係者が帯広・旭川・岩見沢の各競馬場に残ったり、一部は馬主の牧場や自分の牧場へ分散するなどして次年度の開幕に備えていた。ところが、いったん解雇した厩務員が春になっても集まらず人員不足に陥ったため、競走馬の調教が不十分なうえ頭数不足も深刻となっていた。また、自前の競馬場を持たないため開催地が変わるたびに関係者は引越しをしなければならず、関係者の子どもたちもその都度転校を余儀なくされていた。
こうした事情から、調教と生活の拠点となる「トレーニングセンター」の建設が切実な問題となり、候補地として門別と千歳が争った結果、積雪量の少なさなどで優位な立地条件を持つ門別に決定され、1978年（昭和53年）に着工。1982年（昭和57年）から入厩が開始され、1985年（昭和60年）に竣工した。
トレーニングセンターが建設されたことで外部との接触が制限され公正確保の面で大きく寄与することになったほか、同じ敷地内に全員が定住することで日々の調教を競い合うようになり、競走馬の資質向上にもつながった。また、関係者の家族や子どもたちも引越しや転校の必要がなくなり、安定的な生活・学習環境を得られるようになった。

### 厩舎・居住エリア等の再整備
北海道庁は令和3年（2021年）度から5か年計画で進める「第3期北海道競馬推進プラン」の素案に、老朽化が進んでいる厩舎エリアや職員寮・厚生施設などの再整備を盛り込んだ。
厩舎が1985年（昭和60年）に竣工（前述）してから35年以上経過しているためで、競馬場を中央に挟む形で厩舎エリアと居住エリアを分離。移転後の跡地には管理事務所や装鞍所、検体採取所などの業務施設を集約する。
まず令和3年度より厩舎エリアから着手し、その後居住エリア、業務エリアの順に整備を進める予定。厩舎エリア用地の取得は日高町が行い、北海道庁農政部に貸し付ける。日高町は2020年（令和2年）12月の定例町議会で、用地20万4,511平方メートルを8,589万4,620円で取得することを承認した。

## 開催
2008年度までは主に4月（開幕）-5月、もしくは10月-11月（閉幕）のいずれかに2開催程度であった。1997年度から1999年度までは「ウインターレース」の名称で、12月から1月にかけても開催していたが、馬場凍結による中止が頻発するなど、問題が多かったため1999年度をもって終了した。
2009年度よりホッカイドウ競馬が旭川競馬場での開催から撤退したため、全日程の大半を門別競馬場開催とした（2009年度の開催日程は5月20日から11月19日まで14回・76日間）。さらに2010年度からは札幌競馬場での開催休止に伴い、門別競馬場での単独開催となった。
2009年度から門別競馬の全開催日を、原則としてナイター開催としている（2010年度からは門別単独開催のため全日程ナイター）。愛称は一般公募により「グランシャリオナイター」（グランシャリオ=北斗七星）と決定した。
他の競馬場と異なり、キャパシティの少なさや周辺の交通事情から帰宅者の混雑が起こりにくい事や南関東地区との相互発売の都合などから、メインレースが最終レースに組まれるのも特徴である。ただし、JRAから出走馬があるダートグレード競走施行日やJRA交流競走は最終レースに組まれない。
大井競馬・川崎競馬・船橋競馬開催中は南関東地区でも後半2-3レースが広域場外発売されているほか、浦和競馬における昼間開催時も夕方のレースが2レースほど南関東地区で広域場外発売されるため、序盤の第3レースから第5レースあたりに特別戦が組まれる事もある。

## レコードタイム
サラ系の競走のみ記載。
- 2022年6月30日現在
- 参考資料：コース情報（門別競馬場：コース別レコード） - 地方競馬全国協会

### 2歳
| 距離  | タイム | 競走馬             | 性別 | 斤量 | 騎手       | 記録年月日     |
| ----- | ------ | ------------------ | ---- | ---- | ---------- | -------------- |
| 1000m | 59.2   | バクシンクリチャン | 牝   | 54kg | 服部茂史   | 2011年10月25日 |
| 1100m | 1:05.7 | ピエールオレゴン   | 牡   | 54kg | 亀井洋司   | 2022年6月30日  |
| 1200m | 1:11.5 | ニシケンモノノフ   | 牡   | 55kg | 阪野学     | 2013年9月26日  |
| 1500m | 1:34.8 | ソッサスブレイ     | 牡   | 54Kg | 佐々木国明 | 2016年7月28日  |
| 1600m | 1:41.5 | ラッキーバトル     | 牝   | 54Kg | 石川倭     | 2015年11月12日 |
| 1700m | 1:46.7 | リコーヴィクター   | 牡   | 54kg | 山本咲希到 | 2021年8月26日  |
| 1800m | 1:50.8 | キングオブサンデー | 牡   | 53kg | M.ロバーツ | 1998年11月23日 |
| 2000m | 2:10.2 | アイヌモシリ       | 牡   | 55kg | 岩橋勇二   | 2009年11月19日 |

### 3歳以上
| 距離  | タイム | 競走馬             | 性齢 | 斤量 | 騎手     | 記録年月日     |
| ----- | ------ | ------------------ | ---- | ---- | -------- | -------------- |
| 1000m | 58.4   | アザワク           | 牝3  | 51kg | 小野楓馬 | 2020年7月2日   |
| 1200m | 1:09.4 | ニシケンモノノフ   | 牡6  | 57kg | 横山典弘 | 2017年6月8日   |
| 1500m | 1:34.4 | センコーファースト | 牡5  | 55Kg | 石川倭   | 2019年10月10日 |
| 1600m | 1:39.1 | マイネルシスネロス | 牡4  | 56Kg | 桑村真明 | 2021年7月7日   |
| 1700m | 1:44.9 | エイシンイッパツ   | 牡7  | 57kg | 坂下秀樹 | 2011年9月21日  |
| 1800m | 1:51.4 | バルーン           | 牡6  | 57kg | 井上俊彦 | 2013年10月17日 |
| 2000m | 2:02.2 | スマートファルコン | 牡4  | 57kg | 岩田康誠 | 2009年8月13日  |
| 2600m | 2:47.7 | ビューティーリヨ   | 牝3  | 54kg | 岩橋勇二 | 2011年8月18日  |

## 発売する馬券の種類
全レース100円単位。
場外発売時（ばんえい競馬・他地区広域・日本中央競馬会）は、各主催者が発売している賭式に準じてすべての賭式を発売する。
○…発売　△…他地区場外発売のみ（一部主催者のみ）　×…発売なし
| 単勝 | 複勝 | 枠番連複 | 枠番連単 | 普通馬複 | 馬番連単 | ワイド | 3連複 | 3連単 |
| ---- | ---- | -------- | -------- | -------- | -------- | ------ | ----- | ----- |
| ○    | ○    | ○        | △        | ○        | ○        | ○      | ○     | ○     |

## アクセス

### 自動車
- 自家用車の場合は、国道235号沿い。
- 最寄りの高速道路出入り口は、日高自動車道の日高富川インターチェンジ。

### 無料送迎バス
新型コロナウイルス感染拡大の影響により、無料送迎バスの運行を休止していたが、2023年4月より再開することが発表された。
札幌発着便
札幌駅北口より約1時間30分（1日1往復、予約制）
鵡川発着便
鵡川駅より約15分（1日1往復、予約制）

### 高速バス・一般路線バス
いずれも道南バスが運行。「門別競馬場前」停留所利用。
- 札幌駅前（7番のりば・30番のりば）より「高速ペガサス号」で約1時間45分[37]
- 苫小牧駅前から路線バスで約1時間15分、鵡川駅前から路線バスで約15分[38]